# Papricaș
Papricașul este un fel de tocană, cu multă paprică de ardei roșu și adesea cu găluști de făină. Este una dintre cele mai cunoscute variante ale preparatelor tradiționale ale meselor ungurești. Numele provine din utilizarea amplă de boia de ardei, un condiment frecvent utilizat în bucătăria ungurească.
Există și în bucătăria bulgară o variantă de papricaș (паприкаш), dar include cantități mai mici de boia de ardei care se adaugă la ceapa mărunțită la începutul gătitului și apoi se adaugă ardei cubulețe, de obicei verzi, dulci. 

## Etimologie
Cuvântul „papricaș” provine din cuvântul maghiar paprikás (pronunțat /'pa.pri.kaʃ/).

## Preparare și servire
Este asemănător cu gulașul, un alt tip de mâncare de ardei gras. Mâncarea este servită în mod tradițional cu găluște, orez sau cartofi.
Ingrediente: 2 pulpe pui, 1/2 piept de pui, 2 cepe, 1 lingura boia dulce, 2 căței de usturoi, 2 linguri făină, 3 linguri smântână, 2 linguri ulei, sare, piper.
Pentru găluște: 2 ouă, 2 linguri ulei, 200 g făină, sare.
În ulei încins, se pune ceapa tocată mărunt, apoi carnea și se lasă și ea la rumenit. Se presară sare, piper și boia, se adaugă usturoiul feliat și se acoperă cu apă. Se fierbe sub capac 30 de minute. După ce carnea a fiert, se adaugă smântâna amestecată cu făina și subțiată cu un pic de apă. Se mai fierbe 3 minute.
Pentru găluște se bat ouăle cu sare, se adaugă făina și uleiul. Se amestecă bine pentru a obține un aluat moale. Se pune apă la fiert și apoi, cu lingurița, se iau bucăți din aluat și li se dau drumul în apa clocotită. Când se ridică la suprafață sunt gata. Se scot și se pun în vasul cu carne și sos. Se mai lasă 5 minute pe foc.

## Literatură
În romanul lui Bram Stoker din 1897, Dracula, Jonathan Harker savurează papricaș de pui în timpul călătoriei sale prin Munții Carpați până la castelul lui Dracula.